# Aloe mortolensis
Aloe mortolensis é uma espécie de liliopsida do gênero Aloe, pertencente à família Asphodelaceae.